# Мыши 2002
«Мыши 2002» — девятый студийный альбом группы «Звуки Му», записанный и выпущенный в 2003 году при участии лейбла RMG Records. Диск создавался Петром Мамоновым практически в одиночестве, без привлечения каких-либо других музыкантов, выполнен в присущей ему экспериментальной манере. Оформлением альбома занимался друг Мамонова, художник Юрий Родин, и его ученик Константин Ужве.
Впоследствии альбом при участии арт-группы СВОИ2000 был реализован в виде представления под названием «Мыши, мальчик Кай и Снежная Королева», куда также вошёл материал из альбома «Зелёненький». Позже Мамонов сделал отдельный моноспектакль на основе этих записей — «Мыши и зелёненький». Объясняя название альбома, Мамонов отметил, что «мыши — это мысли, которые обитают в голове. Многочисленные коты их едят».
Максим Семеляк в рецензии для журнала «Афиша» назвал «Мыши 2002» «наиболее внятным альбомом Петра Мамонова за последние несколько лет». Прослушав композицию «Про снег», критик Артемий Троицкий сказал, что «вещей с такой энергией не слышал от Мамонова лет десять».

## Список композиций
Слова и музыка всех песен — написаны Петром Мамоновым.
| №                   | Название             | Длительность |
| ------------------- | -------------------- | ------------ |
| 1.                  | «Вайоминг»           | 3:39         |
| 2.                  | «Спишь, не спишь...» | 3:04         |
| 3.                  | «Слон»               | 4:33         |
| 4.                  | «На второй берёзе»   | 6:09         |
| 5.                  | «Метёт»              | 4:50         |
| 6.                  | «Shake»              | 4:48         |
| 7.                  | «Про снег»           | 7:35         |
| 8.                  | «Моя любовь»         | 11:47        |
| 9.                  | «Now or Never»       | 4:08         |
| Общая длительность: | Общая длительность:  | 50:37        |